# Festival de Gramado
Festival de Gramado međunarodni je filmski festival osnovan u siječnju 1973. Održava se svake godine u brazilskom gradu Gramadu u saveznoj državi Rio Grande do Sul na jugu zemlje. Od 1992. na festivalu se dodjeljuju posebne nagrade za latinoameričke filmove, filmske umjetnike i glumce. Festival je najveći takve vrste u cijelom Brazilu, a od 1980-ih i najvažniji.

## Nagrade
Na festivalu se nagrade dodjeljuju u 24 kategorije: 13 nagrada za brazilske filmove, 8 za međunarodne i 3 za posebne filmske efekte. Nagrade se nazivaju "Kikitos".

### Nagrade za brazilske i međunarodne filmove
- Najbolja slika
- Najbolji redatelj
- Najbolji glumac
- Najbolja glumica
- Najbolji sporedni glumac
- Najbolja sporedna glumica
- Najbolji scenarij
- Najbolja montaža
- Najbolja fotografija
- Najbolja originalna pjesma
- Najbolji umjetnički prikaz
- Posebna nagrada ocjenjivačkog suda
- Nagrada ocjenjivačkog suda za popularnost

### Nagrade za latinoameričke filmove
- Najbolja slika
- Najbolji redatelj
- Najbolji glumac
- Najbolja glumica
- Najbolji scenarij
- Posebna nagrada ocjenjivačkog suda
- Kritička nagrada
- Nagrada ocjenjivačkog suda za popularnost

### Posebne nagrade
- Troféu Oscarito
- Troféu Eduardo Abelin
- Troféu Cidade de Gramado

## Vanjske poveznice
- (port.) Turistički vodič Gramada  Arhivirana inačica izvorne stranice od 4. ožujka 2016. (Wayback Machine)
- (port.) (šp.) Službena stranica
- (port.) Pregled svih održanih festivala  Arhivirana inačica izvorne stranice od 31. kolovoza 2007. (Wayback Machine)
- (port.) Gramado - gradski vodič